# Elecciones estatales de Sonora de 2006
Las elecciones estatales de Sonora de 2006 tuvieron lugar el domingo 2 de julio, simultáneamente con las elecciones presidenciales, en ellas se renovaron los siguientes cargos de elección popular en el estado mexicano de Sonora:
- 72 Ayuntamientos: compuestos por un Presidente Municipal y regidores, electos para un periodo de tres años no reelegibles de manera inmediata.
- 33 diputados al Congreso del Estado: 21 electos de manera directa por a cada uno de los distritos electorales y 12 por un sistema de listas bajo el principio de representación proporcional.

En el proceso electoral de Sonora participan los ocho partidos políticos nacionales.

## Resultados Federales: Presidente
|  | 50.12 % |

|  | 18.77 % |

|  | 25.70 % |

|  | 0.74 % |

|  | 2.48 % |

|  | 0.40 % |

|  | 1.79 % |

|  | 100.00 % |

### Ayuntamientos
|  | Partido/Alianza                         | Municipios |
|  | --------------------------------------- | ---------- |
|  | Partido Acción Nacional                 | 35         |
|  | Alianza por México (PRI-PVEM)           | 31         |
|  | Coalición Por el Bien de Todos (PRD-PT) | 4          |
|  | Convergencia                            | 1          |
|  | Nueva Alianza                           | 1          |
|  | Partido Alternativa Social y Campesina  | 0          |

#### Hermosillo
- Ernesto Gándara Camou  Hecho

#### Caborca
- Dario Murillo

### Diputados
|       | Partido/Alianza                                 | Mayoría Relativa | Representación Proporcional | Total |
| ----- | ----------------------------------------------- | ---------------- | --------------------------- | ----- |
|       | Partido Acción Nacional                         | 7                | 6                           | 13    |
|       | Alianza por México (PRI, PANAL)                 | 14               | 1                           | 15    |
|       | Coalición Por el Bien de Todos (PRD, PT)        | 0                | 4                           | 4     |
|       | Partido Alternativa Socialdemócrata y Campesina | 0                | 0                           | 0     |
|       | Partido Nueva Alianza                           | 0                | 1                           | 1     |
| Total | Total                                           | 21               | 12                          | 33    |